# Nagoya kei
Le Nagoya kei est un genre musical, et sous-genre du rock japonais, dérivé de la scène musicale de Nagoya au début des années 1990, à cette période encore dépourvu de technologie visuelle.

## Histoire
Au début des années 1990, le terme de « Nagoya kei » se popularise au Japon. Cette scène compte à cette période des groupes tels que TI + DEE, Manicure, Sleep My Dear, MERRY GO ROUND, Sus 4, GARNET et d'autres dont Silver-Rose en tête. Silver-Rose se forme en 1991. La même année, Vivian Lee se joint à Silver-Rose. En 1994, Kuro Yume se popularise et Silver-Rose se dissous.